# Rizières en terrasses des cordillères des Philippines
Les rizières en terrasses des cordillères des Philippines regroupent cinq ensembles de rizières en terrasses de la province d'Ifugao aux Philippines : celui de Batad et celui de Bangaan (toutes deux à Banaue), celui de Mayoyao (à Mayoyao), celui de Hungduan (à Hungduan) et celui de Nagacadan (à Kiangan). 

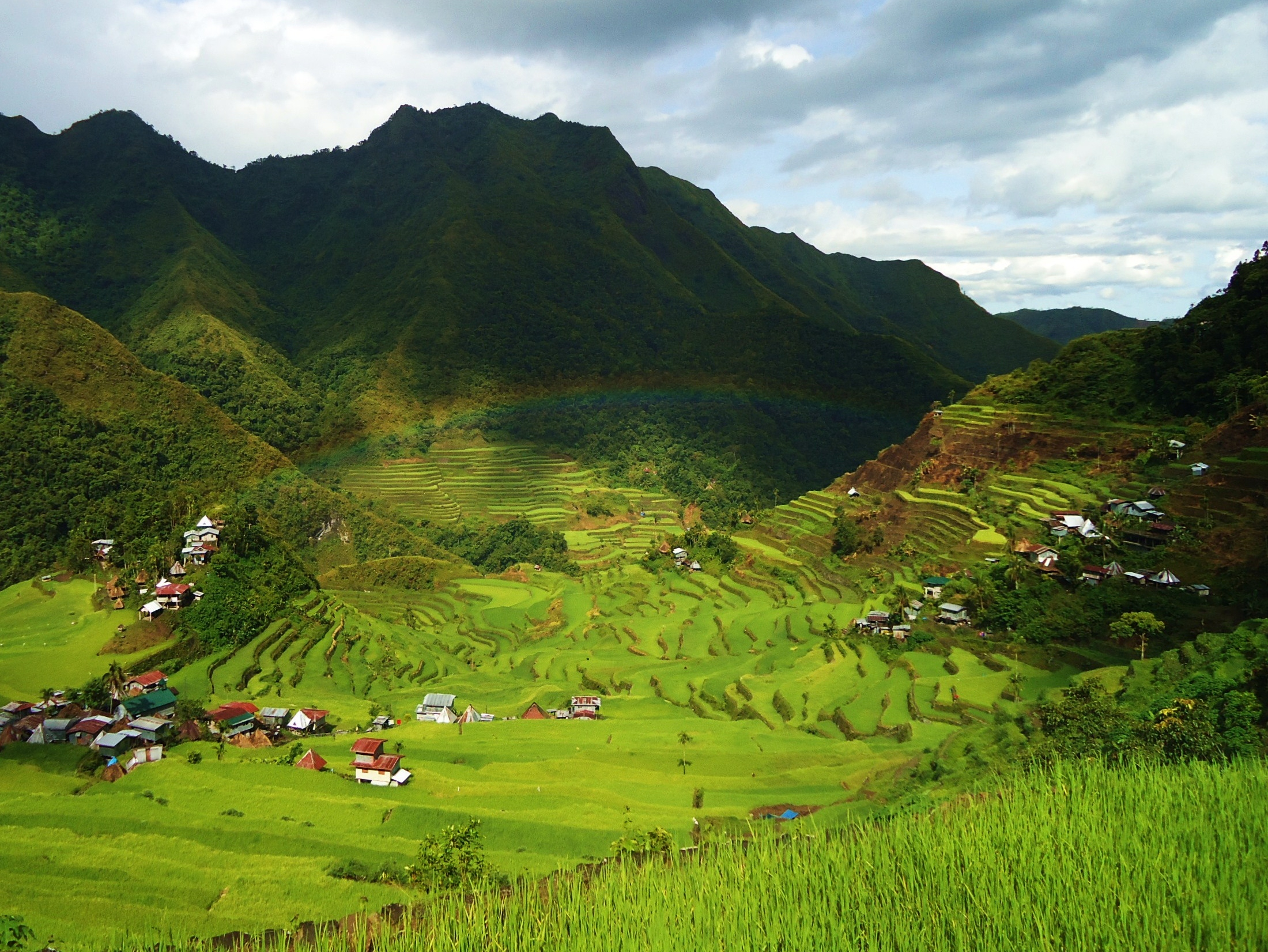
Rizières en terrasses de Batad.

Construites voici 2 000 ans et transmises de génération en génération, ces terrasses ont atteint une altitude supérieure et sont construites sur des pentes plus aiguës que la plupart des autres rizières en terrasses. Cet ensemble est fait de murs de pierres ou de boue. Il est le résultat de tailles délicates le long des contours naturels des collines et des montagnes, formant ainsi des champs d'étangs en terrasses. La production de ces rizières est assuré par un système élaboré d'irrigation, de cueillette d'eau s'écoulant des arbres plus haut en altitude et de techniques agricoles efficaces. Des indices archéologiques démontrent que ces techniques ont été utilisées telles quelles depuis plus de 2 000 ans.
Les rizières en terrasses des cordillères des Philippines sont inscrites sur la liste du Patrimoine mondial de l'UNESCO depuis 1995.